# Mike Jones (basket-ball, 1975)
Pour les articles homonymes, voir Mike Jones (homonymie) et Jones.
Ne doit pas être confondu avec Mike Jones (basket-ball).
Mike Jones, né le 28 mars 1975 à Oklahoma City, aux États-Unis, est un joueur américain de basket-ball. Il évolue au poste d'arrière. 

## Distinction
- MVP de Pro B 2002-2003